# 日本—黑山关系
日本－黑山关系指日本国和黑山的外交关系。日本于2006年6月16日承认黑山，并于2006年7月24日与黑山建立了外交关系。

## 政治交流
日俄战争期间，黑山是俄羅斯帝國的盟友。1904年，黑山公国向大日本帝國宣战，但是没有派遣任何重要的部队。少数黑山志愿兵被派往位于滿洲的俄国军队中参加战斗。1905年9月5日，在美國總統羅斯福的調停下，日俄兩國在英國朴茨茅斯簽訂停戰合約，由於疏忽，在战后的和平条约中，没有包括黑山。1916年，蒙特內哥羅被奧匈帝國佔領，1918年第一次世界大戰結束，日本成為戰勝國，蒙特內哥羅獲得獨立。但雙方又都忘記宣戰的事情，加上從此蒙特內哥羅就陷入戰亂，则意味着两国间的战争状态依然存在。。
2006年，日本承认黑山，時過境遷雙方很快和解，并宣布两国结束长达101年的战争状态。
目前，两国尚未在对方首都互设大使馆。日本驻塞尔维亚大使馆兼辖黑山，彰显日本政府“重视包括黑山在内的西巴尔干国家的和平与稳定”的政策。而黑山也向日本派遣了一名非常任大使，常驻于奥地利维也纳。2024年2月，黑山决定在日本开设常驻大使馆。

## 发展与贸易
日本是黑山的第12大贸易伙伴，次于欧盟国家。

## 在黑山的日本人
根据日本外务省的资料，2009年，仅有11位日本人在黑山生活。 2016年，黑山驱逐了58名与日本奥姆真理教组织有关的外国人。黑山警方声称，他们“从日本的安全部门获得的信息显示，一群隶属于封闭的宗教组织的外国人在黑山居住”。